# Dunaújvárosi Kohász KA
El Dunaújvarosi Kohász KA es un club de balonmano femenino de la localidad húngara de Dunaújváros. En la actualidad juega en la Liga de Hungría de balonmano femenino.
En el pasado, el club fue conocido como Dunaferr NK, consiguiendo bajo esta denominación la mayoría de títulos que posee, siendo uno de los mejores clubes de balonmano femenino en la década de los 90 del siglo XX y a principios del siglo XXI.

## Palmarés
- Liga de Hungría de balonmano femenino (5):
  - 1998, 1999, 2001, 2003, 2004
- Liga de Campeones de la EHF femenina (1):
  - 1998-99
- Copa de Hungría (5):
  - 1998, 1999, 2000, 2002, 2004
- Copa EHF femenina (2):
  - 1997-98, 2015-16
- Recopa de Europa de balonmano femenino (1):
  - 1994-95
- Supercopa de Europa de balonmano femenina (1):
  - 1999

## Plantilla 2019-20
|  | Porteras - 16 Kyra Csapó - 68 Kata Németh - 1 Željana Stojak Extremos izquierdos - 42 Laura Csenge Braun - 8 Neszta Fodor - 34 Anita Kazai - 40 Beatrix Molnár Extremos derechos - 18 Vivien Grosch - 7 Petra Mihály Pivotes - 10 Itana Čavlović - 20 Szederke Sirián | Laterales izquierdos - 3 Jovana Jovovic - 55 Hanna Husti - 17 Ćamila Mičijević - 95 Viktória Nick - 5 Krisztina Triscsuk Centrales - 25 Fruzsina Bouti - 65 Fruzsina Ferenczy - 15 Petra Koronczai - 13 Babett Szalai - 24 Cecília Takács Laterales derechos - 19 Luca Szekerczés |